# ヨ・ジング
ヨ・ジング（ハングル：여진구、1997年8月13日 - ）は、韓国の俳優。ソウル特別市出身。身長177cm。O型。 JFULL ENTERTAINMENT 所属。中央大学校演劇映画学科在学中。子役出身である。

## 経歴
- 2005年、8歳の時に映画『サッド・ムービー』に出演し、デビュー。以降は子役として、主に韓国の映画・ドラマの主人公の子ども時代を演じた。2008年のドラマ『イルジメ～一枝梅』や、2012年のドラマ『太陽を抱く月』でも主人公の子ども時代を演じたが、子役とは思われない集中力の高さが評価され、テレビ局（SBS、MBC）の主催する演技大賞の最優秀子役賞を受賞している。特に『太陽を抱く月』では彼と同年代のアイドルとは一線を画す迫真の演技を披露し、単なる子役ではないことを証明するとともに、このドラマの最高視聴率42.2％というメガヒットに貢献している[1]。また、『イルジメ〜一枝梅』『太陽を抱く月』では、女性主人公の子ども時代を演じたキム・ユジョンとの共演も話題となった[2]。
- 演技者としてのターニングポイントは、2013年の映画『ファイ 悪魔に育てられた少年』で主役を演じたことにあったと思われる。この映画で彼は誘拐犯に育てられた少年の愛憎の葛藤と狂気を演じて、韓国国内の映画祭の新人賞を総なめにしている[3][4]。この映画を指揮したチャン・ジュンファン監督はインタビュー（2013年10月21日）[5]で、名立たる子役が列をなしたオーディションを経てヨ・ジングを選択した理由について、子役には上手な人が多いものの、幼少期から獲得した人為的な演技テクニックを使う点が気になったが、ヨ・ジングにはそれがなかったと説明している。さらに監督は、撮影に入るまでは10代の少年に本当に主役の複雑な心理が演じられるのかと悩んでいたが、それは杞憂に終わったと述べている。ヨ・ジングは撮影に入る前は子どもと大人の狭間にある腕白な少年なのに、カメラが回り始めるといつからそうしていたのかとぞっとするくらい一変したという。監督はヨ・ジングがクリスタルのように変わる瞬間、様々な不思議な光を放つ瞬間にはモニターを見ていて鳥肌が立ったと語っている。それに加えて監督は、10代の少年がこの役を演じた後には悪い影響が出るかもしれないと心配していたが、そのようなことも起こらず、ヨ・ジングの心身の健康さに感謝したと述べている。
- 映画『ファイ　悪魔に育てられた子』を撮影した時点で彼はわずか15歳（映画公開時には16歳）であったが、その後は子役ではなく一人前の演技者として認められるようになっている。2013年のドラマ『じゃがいも星』では実年齢よりも8歳上の成人の役柄を、あるときはコミカルに、あるときはシリアスに演じている。2014年のドラマ『オレンジ・マーマレード』では時代劇、ファンタジー、ラブロマンスの要素が含まれた作品の主役を見事に演じてKBS演技大賞・新人男優賞を受賞している[6]。一般的に子役のイメージを払拭し大人の俳優へと生まれ変わる道のりは険しいといわれているが、ヨ・ジングは彼自身が望んだように自然な形で変貌を遂げたと考えられる。2021年にはオーディション番組「Girls Planet 999」のマスターとしてアイドルグループ「kep1er」の誕生に携わった。

## 人物
- ヨ・ジングという名前は本名であるが、命名の段階では別の名前も候補にあがっていたという。インタビュー（2014年9月13日）[7]によれば、ヨ・ジングは祖父母・父母・子の三世代が同居する古風な家柄に生まれ、祖父が孫の命名を行う風習があったという。一族のトルリムチャ(韓国では名前に親戚間で共通する文字を入れる習慣があり、その文字はトルリムチャとよばれている)は「ク(グ)」であり、トルリムチャに基づいて最初に候補にあがった名前は「ドゥック」「ガプク」であった。これらの名前は祖父が依頼した作名家（韓国の名付けの専門家）によって提示されたものであったが、厳格な家柄のため、彼の母は祖父に反対意見を言うことはできず、これらの名前を聞いて泣きそうになったという。ヨ・ジングの母がこれらの名前について不安を感じた理由は、これらの名前が一般的でないうえに、珍しい名字である「ヨ（呂）」と一緒に呼ぶと、やや不自然に聞こえることにあった。その後、幸いにも作名家から「ジング（珍九）」という名前が示され、九つの宝に恵まれるという意味をもったこの名前が選択されたという。
- ヨ・ジングの両親は子どものやりたいことを尊重し温かく支援したため、彼はこのような両親に支えられながら、子役として浮き沈みの激しい芸能界を生き抜いてきた。インタビュー（2012年12月13日）[8]によれば、15歳の少年ヨ・ジングは演技で困ったときには両親や監督、および先輩方に相談すると答えており、謙虚な姿勢がうかがわれる。彼にとって母は最も温かく、同時に最も厳しい演技の助言者・評価者であるという。また、彼は思春期の心身の変化にふれて、無理に大人の役を演じる必要は感じておらず、マイペースでやっていきたいと答えている。
- ヨ・ジングは大きな瞳が印象的な個性溢れる顔立ちと中低音の艶のある声をもっている。だが、完璧な美男ではない。身長も決して低くはないが特筆するほど高くもない。インタビュー（2013年10月28日）[9]では16歳になったヨ・ジング自身が、自分は「花美男」、つまりイケメンではなく、「石男子」であると述べている。では、ヨ・ジングの最大の強みは何なのか。それは演劇に関する天賦の才に恵まれたうえに、幼少の頃から映画やドラマの現場で監督・役者・スタッフに可愛がられながら育ち、様々な経験を積んだ点にあると思われる。その意味では彼は「演劇の申し子」といえるで/あろう。映画やドラマの共演者からは、ヨ・ジングは自身が精一杯に演じるとともに、共演者の深い演技を引き出そうと努力する安定感に満ちた俳優として大きな信頼を得ている。前述の三つのインタビュー[7][8][9]でヨ・ジングが語った点を総括すると、彼は真面目で礼儀正しいと同時に、明るさやユーモアももち合わせていると思われる。撮影現場では茶目っ気たっぷりに雰囲気を盛り上げる方であるが、いざ演技に入ると、役を演じるというよりも役そのものになろうと心がけるそうである。さらに、彼は熱中しやすい性格のため、色々なことを試して一時的には集中したが、最終的には飽きてしまったとしたうえで、役の人生を生きることについては一切飽きることはなく、演じることは大変面白いと語っている。また、学童期から普通の子どもとは異なる生活を送ってきたことに窮屈さを感じたことはなく、学校に行けば普通の子どもとして過ごしてきたとも述べている。それに加えて、ヨ・ジングが高校時代に携帯電話を持っていなかったことは有名な話であり、インタビュー（2014年7月27日）[10]では、前掲のように、一度熱中したらずっと離さなくなる性格なので、携帯電話はむしろない方が良いと冷静に言い切り、友達とは家の電話で連絡をとっていると語っている。
- 趣味は水泳、サッカー、乗馬、ギター、ドラム等で、2013年のドラマ「じゃがいも星」ではドラムと乗馬の腕前を、2015年のドラマ「オレンジマーマレード」ではギターの腕前を披露している。

## 出演

### テレビドラマ
- レインボーロマンス（朝鮮語版）（2005年、MBC） - ヨ・ジング役（43話）
- 愛したい（朝鮮語版）（2006年、SBS） - ペク・ミニョン役
- 淵蓋蘇文（2006年-2007年、SBS） - キム・フムスン（少年時代）役
- ゲームの女王（朝鮮語版）（2006年、SBS） - イ・シンジョン役
- H.I.T. -女性特別捜査官-（2007年、MBC） - シン・イリョン（少年時代）役
- イルジメ～一枝梅（2008年、SBS） - イ・ギョム / ヨン / 一枝梅（少年時代）役
- いかさま師（타짜）（2008年、SBS） - キム・ゴン（少年時代）役
- 食客（식객）（2008年、SBS） - ホテ役
- 恋は誰でもするものじゃない（朝鮮語版）（2008年、SBS） - イ・ブルムチャン役
- 幻の王女チャミョンゴ（2009年、SBS） - ホドン（少年時代）役
- 太陽を飲み込め（朝鮮語版）（2009年、SBS） - キム・ジョンウ（少年時代）役
- 名家（2010年、KBS） - チェ・グクソン（少年時代）役
- ジャイアント（2010年、SBS） - イ・ガンモ（少年時代）役
- ペク・ドンス（2011年、SBS） - ペク・ドンス（白東脩）（少年時代）役
- 根の深い木（2011年、SBS） - カン・チェユン（少年時代）役
- 太陽を抱く月（2012年、MBC） - イ・フォン（少年時代）役
- 会いたい（2012年 - 2013年、MBC） - ハン・ジョンウ（少年時代）役
- じゃがいも星 2013QR3（朝鮮語版）（2013年、tvN） - ホン・ヘソン役
- オレンジマーマレード（朝鮮語版）（2015年、KBS） - ジョン・ジェミン役
- テバク〜運命の瞬間〜（2016年、SBS） - 延礽（ヨニン）君 / 英祖（ヨンジョ）役
- サークル：繋がった二つの世界（2017年、SBS） - キム・ウジン役
- ひと夏の奇跡〜Waiting for you（2017年、SBS） - ソン・ヘソン役
- 王になった男（2019年、tvN） - ハソン ／ イ・ホン役（一人二役）[11]
- 絶対彼氏。（2019年、SBS） - ゼロナイン / ヨング役
- ホテルデルーナ～月明かりの恋人～（2019年、tvN） - ク・チャンソン役[12]
- スタートアップ: 夢の扉（2020年、tvN） - ホン・ジソク役
- 怪物（2021年、JTBC） - ハン・ジュウォン役
- リンク：食べて愛しなさい、しびれるように（2022年、tvN） - ウン・ゲフン役

### 映画
- サッド・ムービー（2005年）- フィチャン役
- シリーズ 多細胞少女（2006年）
- 礼儀なき者たち（2008年）
- 間違った出会い（朝鮮語版）（2008年）
- 霜花店 運命、その愛（2008年）
- アンティーク 〜西洋骨董洋菓子店〜（2008年）
- Mr.パーフェクト（2011年）
- ファイ 悪魔に育てられた少年（2013年）- ファイ役
- タチャ 〜神の手〜（朝鮮語版）（2014年）
- 私の心臓を撃て（朝鮮語版）（2015年）- スミョン役
- 西部戦線1953（朝鮮語版）（2015年）- ヨングァン役
- 代立軍 ウォリアーズ・オブ・ドーン（英語版）（2016年） - イ・ホン / 光海（クァンへ）君役
- 1987、ある闘いの真実（2017年12月27日 韓国公開 / 2018年9月8日 日本公開） - 朴鍾哲（パク・ジョンチョル）役
- 同感〜時が交差する初恋〜（2022年11月16日 韓国公開 / 2024年2月9日 日本公開) 主演キム・ヨン役
- ノリャン -死の海- (2023年12月20日 韓国公開) 特別出演 イ・ミョン（李葂）（朝鮮語版）役
- ハイジャッキング (2024年6月21日 韓国公開) -ヨンデ役

### 演劇
- 子供創作ミュージカル 天使の合唱（2008年）

### バラエティ番組
- I’m Real ヨ・ジング in Italy（2012年、QTV）
- ジングのプレゼント（2016年、tvN、Asia）
- ランニングマン (2016年、SBS、302)
- 現地で食べてくれるかな? タイ編（2018年、tvN）[13]
- 車輪のついた家（2020年、tvN）[14]
- Girls Planet 999（2021年、Mnet）- プラネットマスター（MC）[15]
- BOYS PLANET （2023年、Mnet）- スターマスター（MC）（第一回生存者発表式、5話）
- 両足でチケッティング（2023年、TVING) 2023年1月20日金曜日午後4時～初公開(第1話、第2話が最初に公開され、その後週1回公開）

### Music Video
- K.Will『君が必要だよ』（2012年）
- ペク・チヨン『Still in Love』（2014年）[16]
- ジュンス『21番目の季節が君を待つから』　(2024年)

## 広告・広報

### 広告モデル
- Samsonite [ハイシェラ]（2013年）
- IT’S SKIN（2014年）
- コンバース（2015年）
- HI-MART（2018年）
- NEXON [アラド戦記]（2019年）
- SANTA TOEIC（2019年）
- 同和薬品 [ファルミョン]（2020年）
- Green Car（2020年）
- NEO PIZZA（2021年）[17]

### 広報
- 青少年統一教育 広報大使（2010年）
- 児童虐待予防 広報大使（2012年）[18]
- やめよう校内暴力　広報大使（2013年）
- ベトナム映画祭 広報大使（2014年）[19]
- ソウル国際青少年映画祭 広報大使（2014年）[20]

- Nanumieum 広報大使（2014年）
- 台湾観光庁 広報大使（2016-17年）[21]
- KTV 国民映像祭 広報大使（2020年）[22]

## 受賞歴
- 2008 SBS演技大賞 男子子役賞（「イルジメ」）
- 2012 MBC演技大賞 男子子役演技賞（「太陽を抱く月」 / 「会いたい」）
- 2012 第4回 ピアソン映像フェスティバル 最優秀子役賞（「太陽を抱く月」）
- 2012 ヘラルド・東亜TVライフスタイル アワード スタイルアイコン ルーキー（「太陽を抱く月」）
- 2012 Mnet 20's Choice Upcoming 20's
- 2013 第33回 韓国映画評論家協会賞　新人男優賞（「ファイ 悪魔に育てられた少年」）
- 2013 第34回 青龍映画賞　新人男優賞（「ファイ 悪魔に育てられた少年」）
- 2013 第21回 大韓民国文化芸能大賞 映画部門 新人男優賞（「ファイ 悪魔に育てられた少年」）
- 2013 映画俳優協会 スターの夜 大韓民国映画人気賞
- 2013 第28回 コリア ベストドレッサー スワンアワード ライジングスター賞
- 2013 ドラマ フィーバーアワード 新人賞
- 2013 Mnet SIA スタイル アイコン アワーズ 10代スタイルアイコン賞
- 2014 第5回 今年の映画賞　新人男優賞（「ファイ 悪魔に育てられた少年」）
- 2014 第14回 大韓民国世界青少年映画祭 人気映画人 新人男性俳優 大賞（「ファイ 悪魔に育てられた少年」）
- 2014 Director's CUT Awards 今年の新人演技賞（「ファイ 悪魔に育てられた少年」）
- 2014 第5回　韓国映画記者協会　今年の映画賞　男性新人賞（「ファイ 悪魔に育てられた少年」）
- 2014 第6回 Pierson Movie Festival 最高の俳優賞トレンドチョイス男性部門
- 2015 The 4th Maire Claire Film Festival 新人男優賞
- 2015 KBS演技大賞　新人男優賞（「オレンジ・マーマレード」）
- 2016 2016 SBS 演技大賞 男性優秀演技賞

## 公演

### ファンミーティング
| 開催年 | 公演名                                                       | 開催日   | 会場                                        |        |
| ------ | ------------------------------------------------------------ | -------- | ------------------------------------------- | ------ |
| 2013年 | ヨ・ジング JAPAN First ファンミーティング                    | 8月9日   | 日本 神奈川県・パシフィコ横浜               | [ 23 ] |
| 2015年 | YEO JUN GOO 2nd FANMEETNG                                    | 8月28日  | 日本 東京都・品川スクエア荏原ひらつかホール | [ 24 ] |
| 2016年 | YEO JIN GOO FANMIEETING 2016 [Happy Magic Hour]              | 10月23日 | 日本 東京都・品川インターシティホール       | [ 25 ] |
| 2019年 | YEO JIN GOO JAPAN FANMEETING 2019 -Brilliant Spring Day-     | 4月13日  | 日本 神奈川県・横浜ランドマークタワーホール | [ 26 ] |
| 2019年 | 2019 YEO JIN GOO FANMEETING [Memory Line - 今。ここ。私たち] | 10月12日 | 韓国 ソウル・中央大学アートセンター大劇場   | [ 27 ] |
| 2019年 | 2019 YEO JIN GOO FANMEETING [MoonLight] in Taiwan            | 11月3日  | 台湾・ATT SHOWBOX大直館                     | [ 28 ] |
| 2019年 | 2019 YEO JIN GOO FANMEETING [MoonLight] in Macau             | 11月17日 | マカオ・Broadway Theatre, Broadway Macau    | [ 29 ] |
| 2019年 | 2019 YEO JIN GOO FANMEETING [MoonLight] in Bangkok           | 12月7日  | タイ バンコク・GMM Live House               |        |
| 2020年 | YEO JIN GOO — Memory Line First Fan Meeting in Manila 2020   | 2月1日   | フィリピン マニラ・NEW FRONTIER THEATER     |        |

### イベント
- 韓国優秀商品展(韓日国交正常化・友好50周年記念行事)（2015年11月26日、大阪府・INTEX大阪展示会場 2号館）[30]
- KCON 2019 JAPAN（2019年5月18日、千葉県・幕張メッセ国際展示場6ホール）[31]
- Mnet Asian Artist Awards 2022（2022年11月30日、大阪府・京セラドーム）[32]